# Canon EOS RT

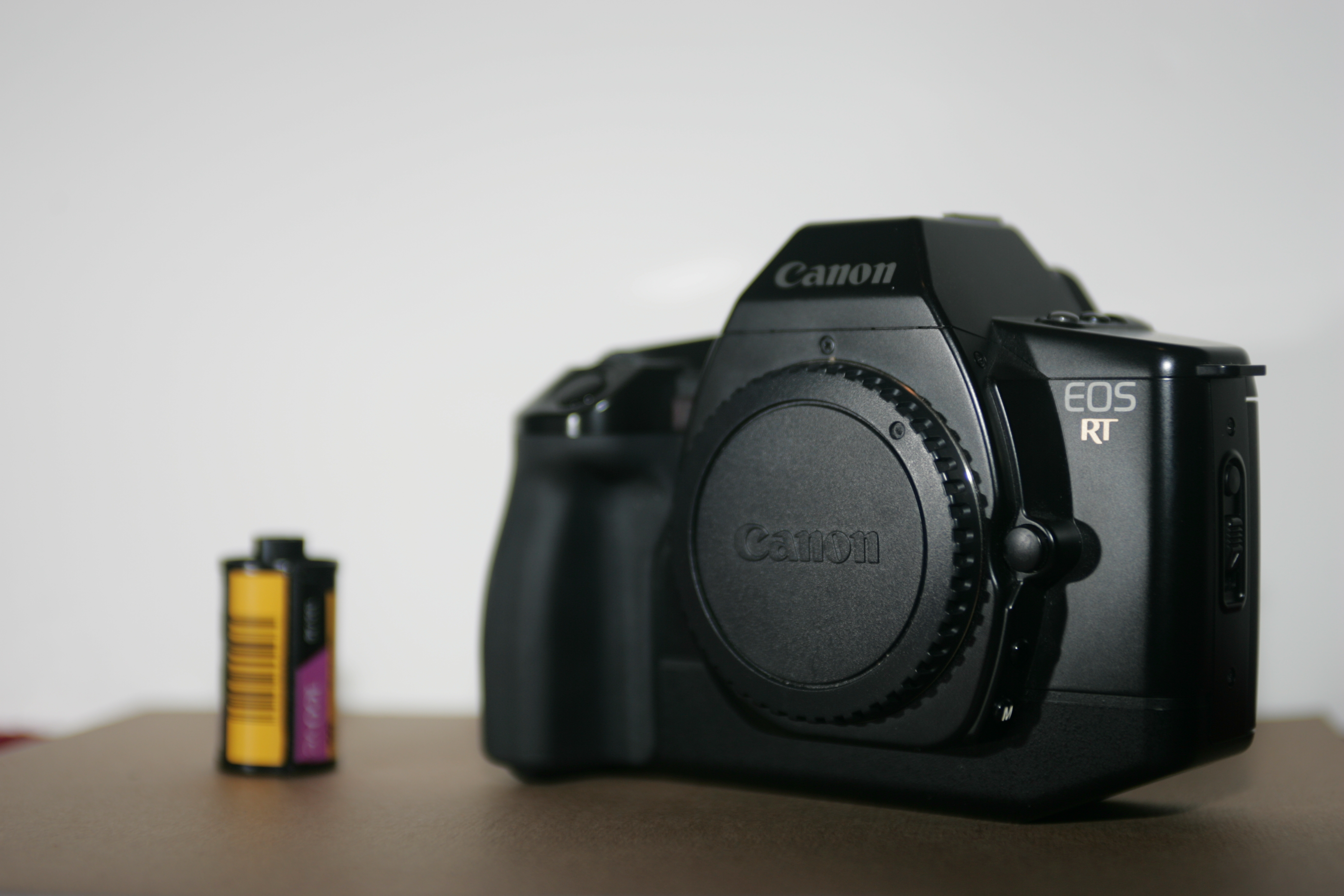
Вигляд спереду

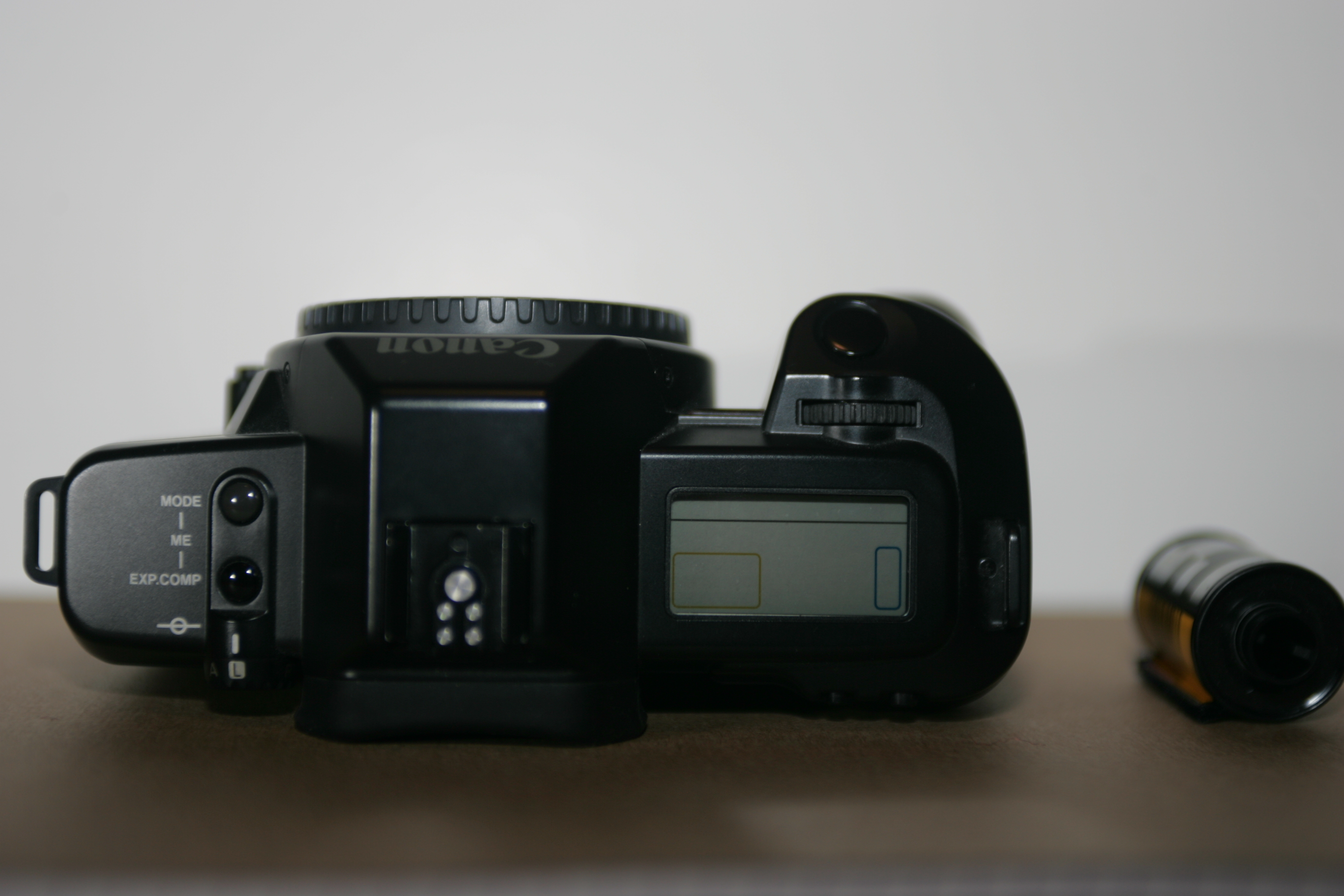
Вигляд згори

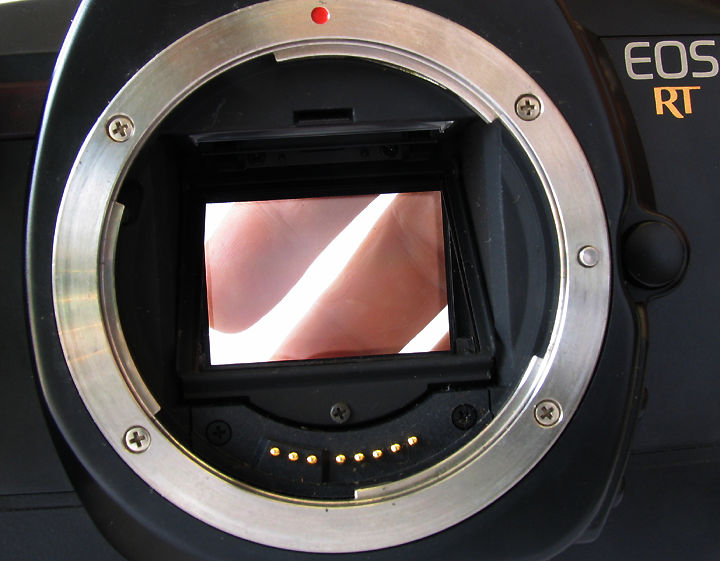
Напівпозоре дзеркало (через відкритий затвор видно пальці)

Canon EOS RT (абревіатура RT означає Real Time) – це 35mm однооб'єктивна дзеркальна камера, яку компанія Canon виготовляла з 1989 по 1992 роки. Це була перша автофокусна камера, у якій було використано напівпрозоре дзеркало. П’ятьма роками по тому було випущено професійну камеру з напівпрозорим дзеркалом Canon EOS 1N RS.
Ще задовго до випуску цих моделей, Canon виробляла декілька камер з напівпрозорим дзеркалом з ручним налаштуванням фокусу. Це Canon Pellix, Canon Pellix QL[недоступне посилання з червня 2019] та високо швидкісні моделі камер, які випускалися в обмеженій кількості для професійних фотографів на Олімпійських іграх у 1972 та 1984 роках (F-1 та New F-1 з моторним приводом).
Напівпрозоре дзеркало надає дзеркальним камерам деякі переваги далекомірних камер. У момент зйомки звичайною дзеркальною камерою, дзеркало мусить підстрибнути, щоб відкрити променям світла шлях до фокусної площини (плівки або світлочутливого цифрового елементу (матриці). Дзеркало під час руху створює шум, спричиняє струс камери, а також, на деяку мить, затемнює видошукач, затуляючи собою призму. Відповідно відбувається певна часова затримка між моментом натискання кнопки затвора і, безпосередньо, миттю, коли затвор починає відкриватися. Часова затримка необхідна, щоб дати дзеркалу можливість прибратися зі шляху променів світла у шахті камери.
Тихе спрацьовування, дуже незначні струси, відсутність затемнення видошукача і дуже швидка відповідь – все це риси, притаманні далекомірним камерам, оскільки ці камери не мають дзеркальної системи, установленої поміж об’єктивом та фокусною площиною.
Напівпрозоре дзеркало, як, наприклад в EOS RT, завжди непорушне. Воно завертає частину світла до призми, яка переломлює промені і скеровує їх до окуляра, а решту світла пропускає крізь себе до фокусної площини. Таким чином, дзеркалу не треба зміщуватися вгору під час зйомки. Наявність постійного зображення у полі зору вельми важлива умова під час супроводу камерою об’єкта, що швидко рухається у полі зору, зокрема у спортивній фотографії. Хоча видошукач і не перекривається, він все ж може затемнюватися через те, що апертура безпосередньо перед знімком стає у своє робоче положення, тож переваги напівпрозорого дзеркала стають відчутнішими при ширшій апертурі.
Якщо говорити про основні недоліки дзеркальних 35 міліметрових камер, то виникає два суперечливих питання, до яких треба знайти відповіді:
1. Тимчасове затемнення зображення під час експозиції. Хоча дзеркальні камери, беззаперечно, і надають можливість отримувати знімок саме у тому вигляді, як фотограф бачить його у видошукачеві, все ж, на момент відкриття затвора дзеркальні камери перекривають зображення від фотографа;
2. Певна часова затримка під час експонування.

Обидва пункти не мають особливого значення для більшості користувачів, але вони приводять до інших, другорядних спірних моментів. На початку сімдесятих років XX сторіччя, компанії Canon та Nikon провадили дослідження на декількох своїх пробних зразках камер з непорушним, “напівпрозорим” (можна сказати, "перископним") дзеркалом для особливих випадків зйомки з метою якомога більше прискорити процес серійної зйомки.
Головною причиною створення таких камер було забезпечення вибухоподібної серійної зйомки, завдяки моторному приводу, який також було створено задля цього. Переваги напівпрозорого дзеркала у спортивній фотографії вже стали очевидними, тож наступне десятиліття такі камери виробляли для особливих умов використання. Про широке завоювання ринку такими камерами не йшлося.
Недоліком напівпрозорого дзеркала є те, що частина світла, яке заломлюється до призми з видошукачем не доходить, відповідно, до фокусної площини, а тому чутлива поверхня отримує менше світла — у випадку з EOS RT втрати світла становлять 2/3 від ступеня апертури. Якщо використовувати ще прозоріше дзеркало, тоді видошукач буде ще темнішим. Переваги непорушного напівпрозорого дзеркала на сьогодні вже не такі відчутні у світлі останніх досягнень сучасних камер, які можуть дуже швидко переміщувати дзеркало, скорочуючи час затримки між відкриттям затвора та моментом, коли видошукач знову відкритий. Такі камери як Canon EOS-1D[недоступне посилання з червня 2019], Canon EOS-1D Mark II[недоступне посилання з червня 2019] здатні знімати зі швидкістю понад вісім кадрів на секунду, переміщуючи дзеркало вгору-вниз, - показник дуже близький до показників у десять кадрів на секунду на камерах з напівпрозорим непорушним дзеркалом на моделі 1N RS. Камера Canon EOS-1V з прискорювачем PB-E2 (випуску 2000 року) і новітня модель Canon EOS-1D Mark IV здатні вести зйомку на швидкості у десять кадрів на секунду без використання напівпрозорого непорушного дзеркала.
Зрештою, напівпрозоре дзеркало дійсно знижує роздільну здатність об’єктива, що підтверджується іспитами проведеними журналом Modern Photography, які довели, що плівкові аналоги камер Canon з рухомим дзеркалом дають чіткіші зображення, аніж камери Canon з напівпрозорим дзеркалом.

## Зовнішні посилання
- Photography in Malaysia - Canon EOS RT [Архівовано 14 квітня 2012 у Wayback Machine.]
- EOS-1N RS [Архівовано 18 квітня 2012 у Wayback Machine.]
- Canon Camera Museum